# Overton Heath
Overton Heath var en civil parish från 1858 till 1895 då den blev en del av Clatford Park, i grevskapet Wiltshire, i England. Civil parish var belägen 4 km från Marlborough och hade 34 invånare år 1891.